# Saison 2018-2019 du Dijon FCO
Maillots
Chronologie
Saison précédente Saison suivante
La saison 2018-2019 du Dijon FCO est la quatrième du club en première division, après avoir terminé quatorzième de Ligue 1 l'année passée.
L'équipe est dirigée pour la sixième saison consécutive par Olivier Dall'Oglio, qui occupe le poste d'entraîneur depuis juin 2012, tandis que le club est présidé par Olivier Delcourt depuis 2012.
À la suite du licenciement d'Olivier Dall'Oglio le 31 décembre 2018, c'est Antoine Kombouaré qui prend la relève de l'équipe jusqu'à la fin de la saison. 

## Compétitions

### Championnat
La Ligue 1 2018-2019 est la quarante-et-unième édition du Championnat de France de football et la dix-septième sous l'appellation « Ligue 1 ». L'épreuve est disputée par vingt clubs réunis dans
un seul groupe et se déroulant par matches aller et retour, soit une série de trente-huit rencontres. Les meilleurs de ce championnat se qualifient pour les coupes d'Europe, les trois premiers en Ligue des champions et le quatrième en Ligue Europa. À l'inverse, les deux derniers de la compétition sont relégués à l'échelon inférieur en Ligue 2 et le 18e joue un barrage contre le 3e de la Ligue 2.

#### Barrage de relégation
Le barrage de relégation se déroule sur deux matchs et oppose le dix-huitième de Ligue 1 au vainqueur du match 2 des playoffs de Ligue 2 2018-2019. Le vainqueur de ce barrage obtient une place pour le championnat de Ligue 1 2019-2020 tandis que le perdant va en Ligue 2.

#### Classement
| Rang | Équipe                | Pts | J  | G  | N  | P  | Bp | Bc | Diff | Qualification ou relégation            |
| ---- | --------------------- | --- | -- | -- | -- | -- | -- | -- | ---- | -------------------------------------- |
| 14   | Girondins de Bordeaux | 41  | 38 | 10 | 11 | 17 | 34 | 42 | −8   |                                        |
| 15   | Amiens SC             | 38  | 38 | 9  | 11 | 18 | 31 | 52 | −21  |                                        |
| 16   | Toulouse FC           | 38  | 38 | 8  | 14 | 16 | 35 | 57 | −22  |                                        |
| 17   | AS Monaco             | 36  | 38 | 8  | 12 | 18 | 38 | 57 | −19  |                                        |
| 18   | Dijon FCO             | 34  | 38 | 9  | 7  | 22 | 31 | 60 | −29  | Participation au barrage de relégation |
| 19   | SM Caen               | 33  | 38 | 7  | 12 | 19 | 29 | 54 | −25  | Relégation en Ligue 2                  |
| 20   | EA Guingamp           | 27  | 38 | 5  | 12 | 21 | 28 | 68 | −40  | Relégation en Ligue 2                  |

## Effectif professionnel

### Effectif professionnel actuel
Le tableau ci-dessous recense l'effectif professionnel actuel du DFCO pour la saison 2018-2019.

### Joueur du mois et de l'année
Chaque mois, les supporters dijonnais élisent le joueur du mois. En fin de saison est alors élu le joueur dijonnais de l'année.  
| Mois      | Joueur            |
| --------- | ----------------- |
| Août      | Júlio Tavares     |
| Septembre | Romain Amalfitano |
| Octobre   | Mehdi Abeid       |
| Novembre  | Nayef Aguerd      |
| Décembre  | Bobby Allain      |
| Janvier   | Bobby Allain      |
| Février   | Naïm Sliti        |
| Mars      | Florent Balmont   |
| Avril     | Naïm Sliti        |
| Année     |                   |